# FSV Glückauf Brieske-Senftenberg
Fußballsportverein Glückauf Brieske-Senftenberg e.V. – niemiecki klub piłkarski z siedzibą w mieście Senftenberg, występujący w Landeslidze Brandenburg-Süd, stanowiącej siódmy poziom rozgrywek w Niemczech.

## Historia
Klub został założony w 1919 roku jako Fußballverein Grube Marga. W 1928 roku zmienił nazwę na Fußballsportverein Grube Marga, a w 1933 roku na Sportverein Sturm Grube Marga. W latach 1941–1943 występował w Gaulidze (grupa Berlin-Brandenburg), będącej wówczas pierwszą ligą. Po II wojnie światowej klub został rozwiązany, a następnie utworzony na nowo jako Sportgemeinde Grube Marga. W 1948 roku przyjął nazwę BSG Franz Mehring Grube. W 1949 roku rozpoczął starty w pierwszej lidze NRD. Od 1950 roku występował pod szyldem BSG Aktivist Ost Brieske. W 1954 roku zmienił nazwę na SC Aktivist Brieske-Senftenberg. W sezonie 1962/1963 spadł z ligi, po zajęciu w niej 14. miejsca. Następnie klub rozpadł się, a piłkarze zostali włączeni do składu SC Cottbus. W 1972 roku rezerwy SC Aktivist połączyły się z BSG Aktivist Brieske-Ost, tworząc BSG Aktivist Senftenberg. W 1973 roku klub ten awansował do drugiej ligi. Grał w niej z przerwami do 1989 roku. Po zjednoczeniu Niemiec w 1990 roku, przyjął nazwę FSV Glückauf Brieske-Senftenberg i rozpoczął występy w Oberlidze, stanowiącej trzeci poziom rozgrywek. Spadł z niej w sezonie 1995/1996.

## Występy w lidze
| Liga                               | Poziom | Sezony | Lata                                       |
| ---------------------------------- | ------ | ------ | ------------------------------------------ |
| Gauliga (grupa Berlin-Brandenburg) | I      | 2      | 1941–1943                                  |
| DDR-Oberliga                       | I      | 12     | 1949–1962                                  |
| DDR-Liga                           | II     | 12     | 1973–1975, 1976–1980, 1982–1986, 1987–1989 |

## Reprezentanci kraju grający w klubie
- Horst Franke
- Lothar Haack
- Heinz Krüger
- Heinz Lemanczyk